# Ludwig Boltzmann

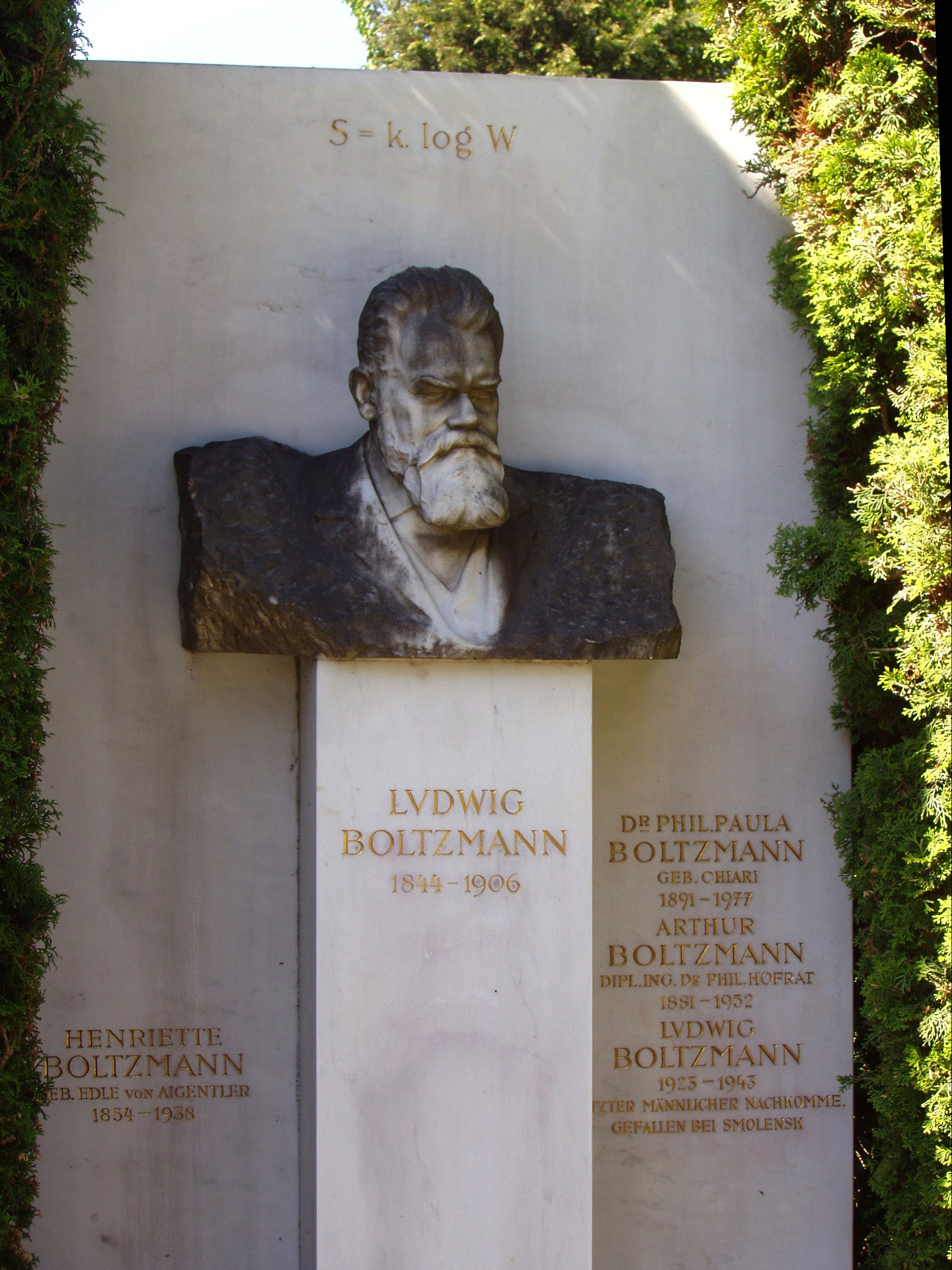
Boltzmanns grav

Ludwig Eduard Boltzmann, född 20 februari 1844 i Wien, död 5 september 1906 i Duino nära Trieste i Italien (självmord), var en österrikisk fysiker och filosof.
Boltzmanns livsverk var utvecklingen av termodynamiken. Därigenom grundande han jämte James Clerk Maxwell den statistiska mekaniken.

## Biografi
Boltzmann studerade vid gymnasiet i Linz och därefter (1863–1866) vid universitetet i Wien. Boltzmann åtnjöt där den berömde fysikern Jozef Stefans undervisning och var hans assistent, tills han 1869 erhöll en professur i matematisk fysik vid universitetet i Graz.
1873 återvände han som professor i matematik till Wien och erhöll 1876 en professur i fysik i Graz. 1889–1894 var han professor i teoretisk fysik i München och utnämndes 1894 till Stefans efterträdare i Wien, vars plats han återtog 1902 efter att under två år ha förestått professuren i teoretisk fysik vid Leipzigs universitet.
Från 1888 var Boltzmann ledamot av Kungliga Vetenskapsakademien och från 1895 ledamot av Vetenskapssocieteten i Uppsala.
Boltzmann begick självmord genom hängning 1906 när han var på semester i Duino nära Trieste i Italien. Motivet till självmordet är oklart, men det kan ha haft samband med vetenskapsetablissemangets ovilja att erkänna hans teorier.
På hans gravsten i Wien finns inristad hans berömda formel S = k log  W , med den dåtida notationen.

## Vetenskaplig insats
Boltzmann var under sin tid en av den teoretiska fysikens främsta företrädare inom den tyskspråkiga vetenskapliga sfären. Han gjorde bland annat mycket framstående arbeten inom den kinetiska gasteorin och utförde noggranna bestämningar av den så kallade specifika induktionskoefficienten hos olika material.
Hans formel för entropin ”S” är berömd:
{\displaystyle S=k_{B}\;\ln P,}
där kB = 1,3806505(24) · 10−23 J K−1 är Boltzmanns konstant och P är antalet möjliga mikrotillstånd som ger samma termodynamiska tillstånd för ett system. Formeln är härledd under förutsättning att materien består av enskilda partiklar (atomer), vilket på den tiden ännu inte var självklart, och detta ådrog honom mycket kritik från äldre auktoriteter.
Av synnerligen stort värde var också hans teoretiska undersökningar angående strålningstrycket och Stefan–Boltzmanns lag för en svartkroppsstrålning vid olika temperaturer.